# Textilsiegel
Als Textilsiegel (auch Kleidersiegel) werden bestimmte Gütesiegel bezeichnet, die für bestimmte Qualitätsstandards in der Textilproduktion stehen.
Insbesondere Naturtextilien werden damit versehen. Dabei handelt es sich bei einem Siegel um eine grafische oder schriftliche Darstellung, die dem Verbraucher zu erkennen geben soll, das bestimmte Qualitätsstandards bei dem vorliegenden Produkt berücksichtigt worden sind.

## Unterscheidung der Textilsiegel nach deren Qualitätsstandards
Im Rahmen ihrer Bestrebung und zur Einordnung der unterschiedlichen Qualitätsstandards können Textilsiegel nach ökologischen und sozialen Standards unterschieden werden. Ebenfalls ist dabei zu berücksichtigen, ob die Standards auf die gesamte textile Wertschöpfungskette oder lediglich Teilbereiche wie bspw. Veredelung oder Konfektion angewendet werden.
Das Wissen über die Anwendung im Rahmen der textilen Wertschöpfungskette sowie der unterschiedlichen Standards ist vor allem dann von Bedeutung, um als Verbraucher die Glaubwürdigkeit einzelner Siegel zu bewerten.

## Einordnung der Textilsiegel nach Siegelinhaber
Neben unterschiedlichen Standards muss darüber hinaus berücksichtigt werden, dass Siegel durch verschiedene Institutionen vergeben werden können. Siegelinhaber können dabei grundsätzlich wie folgt unterschieden werden:
- Staatliche Siegelinhaber
- Nicht-Regierungsorganisationen
- Privatwirtschaftliche Unternehmen
- Textilvereinigungen

Für eine hohe Transparenz und Glaubwürdigkeit empfiehlt es sich, bei Siegelinhabern immer auf die Art der Zertifizierung zu achten. Die höchste Glaubwürdigkeit verspricht eine 3 Parteien Zertifizierung, bei der die Zertifizierungsstelle unabhängig vom Siegelinhaber sowie potentieller Siegelträger auftritt.

Flocert ist an dieser Stelle beispielhaft als unabhängige Prüforganisation zu nennen, die in regelmäßigen Abständen die Standards der Fairtrade-Siegel der bekannten Fairtrade Labelling Organization (FLO) prüft.

Global Organic Textile Standard Logo, eines der wichtigsten internationalen Gütesiegel im Bereich Kleidung

## Liste bedeutender Textilsiegel
- Global Organic Textile Standard (GOTS)
- IVN Best, ein Siegel des Internationalen Verbands der Naturtextilwirtschaft
- Made in Green von Oeko-Tex
- Bluesign
- Cradle to Cradle Certified
- Der Blaue Engel
- EU-Ecolabel (auch Europäisches Umweltzeichen)
- Oeko-Tex Standard 100 von Oeko-Tex
- Grüner Knopf, ein von Gerd Müller (Bundesminister für wirtschaftliche Zusammenarbeit und Entwicklung) mitinitiiertes Siegel
- Fair Wear Foundation
- Fairtrade Cotton[7]